# نامه غیرقابل تحویل
نامه غیرقابل تحویل (انگلیسی: The Dead Letter) یک فیلم کمدی صامت کوتاه به کارگردانی ویلارد لوئیس است که در سال ۱۹۱۵ منتشر شد. از بازیگران این فیلم می‌توان به اولیور هاردی اشاره کرد.